# Pomník vojákům Rudé armády ve Městě Albrechticích
Pomník vojákům Rudé armády je pomník vytvořený z bludného balvanu, který je umístěný u kostela Navštívení Panny Marie na náměstí ČSA ve Městě Albrechticích v okrese Bruntál. Geograficky se nachází v pohoří Zlatohorská vrchovina v regionu Horní Slezsko v Moravskoslezském kraji.

## Historie a popis
Pomník tvoří bludný balvan z červené žuly, který byl na Krnovsko přisunut ledovcem v době ledové. Pomník, který byl odhalen v květnu 1975 u příležitosti 30. výročí osvobození Československa Rudou armádou, je veden v centrální evidenci válečných hrobů pod značkou CZE-8114-28679. Na balvanu jsou dva nápisy:
| „ | VDĚČNÍ OBČANÉ MĚSTA ALBRECHTIC NA POČEST 30. VÝROČÍ OSVOBOZENÍ ČESKOSLOVENSKA SLAVNOU SOVĚTSKOU ARMÁDOU. 1945 - 1975 | “ |

| „ | ZHOTOVENO Z BLUDNÉHO KAMENE SEVERSKÉ ŽULY, NÁLEZ KRNOV. | “ |

## Další informace
Místo je celoročně volně přístupné a vede kolem něj zelená turistická trasa a cyklistické trasy 55 a 6116.

## Galerie

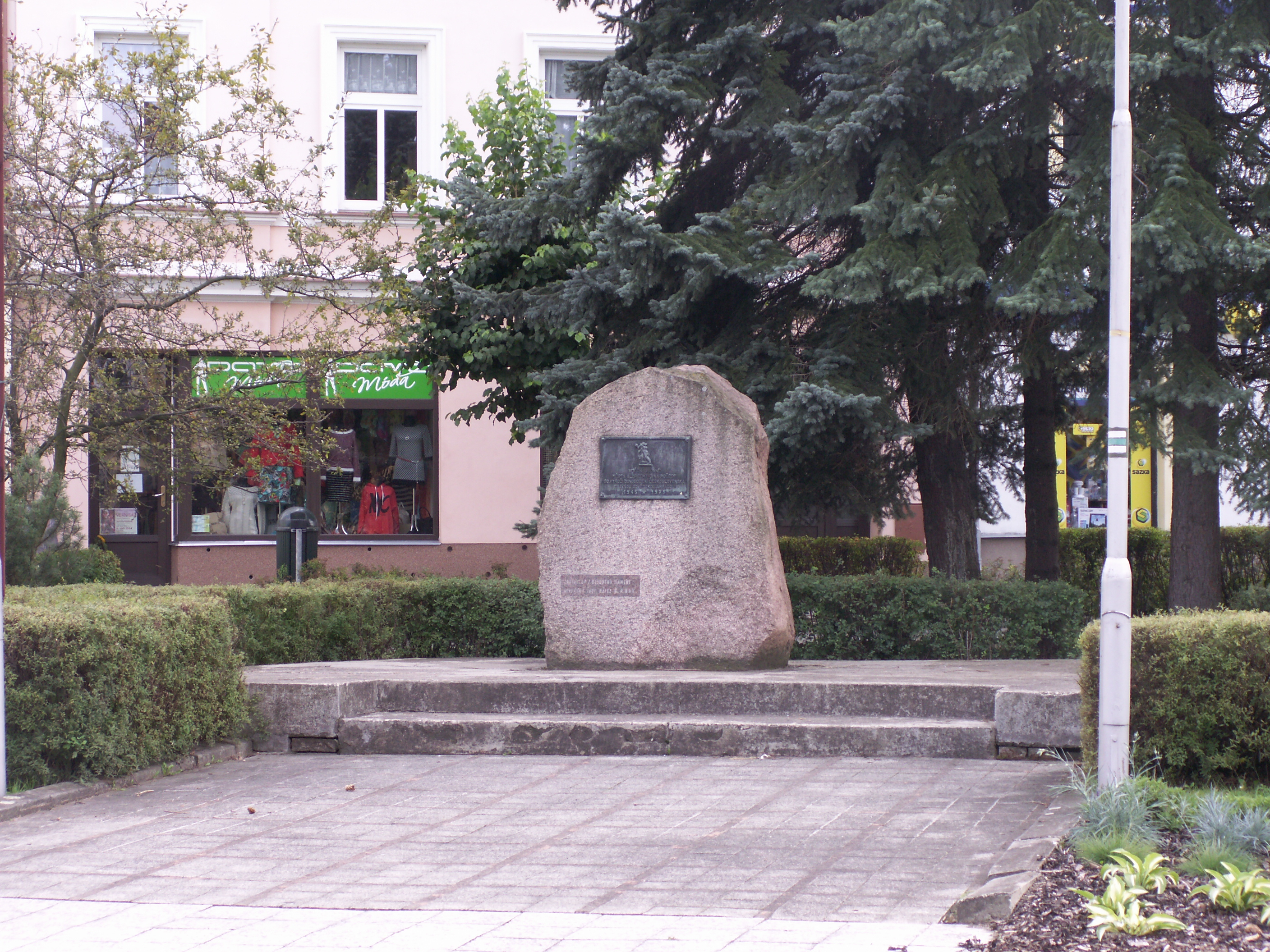
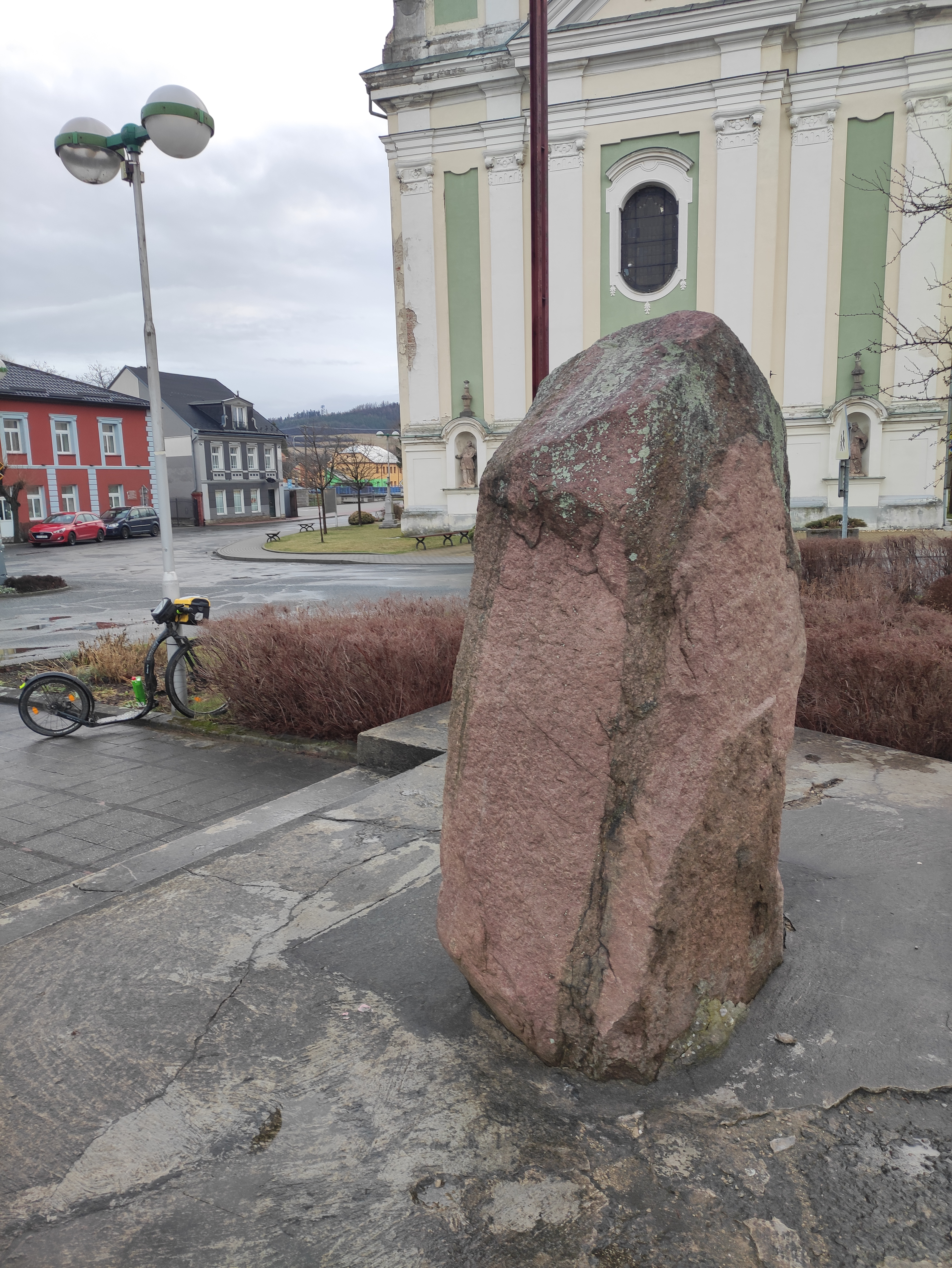
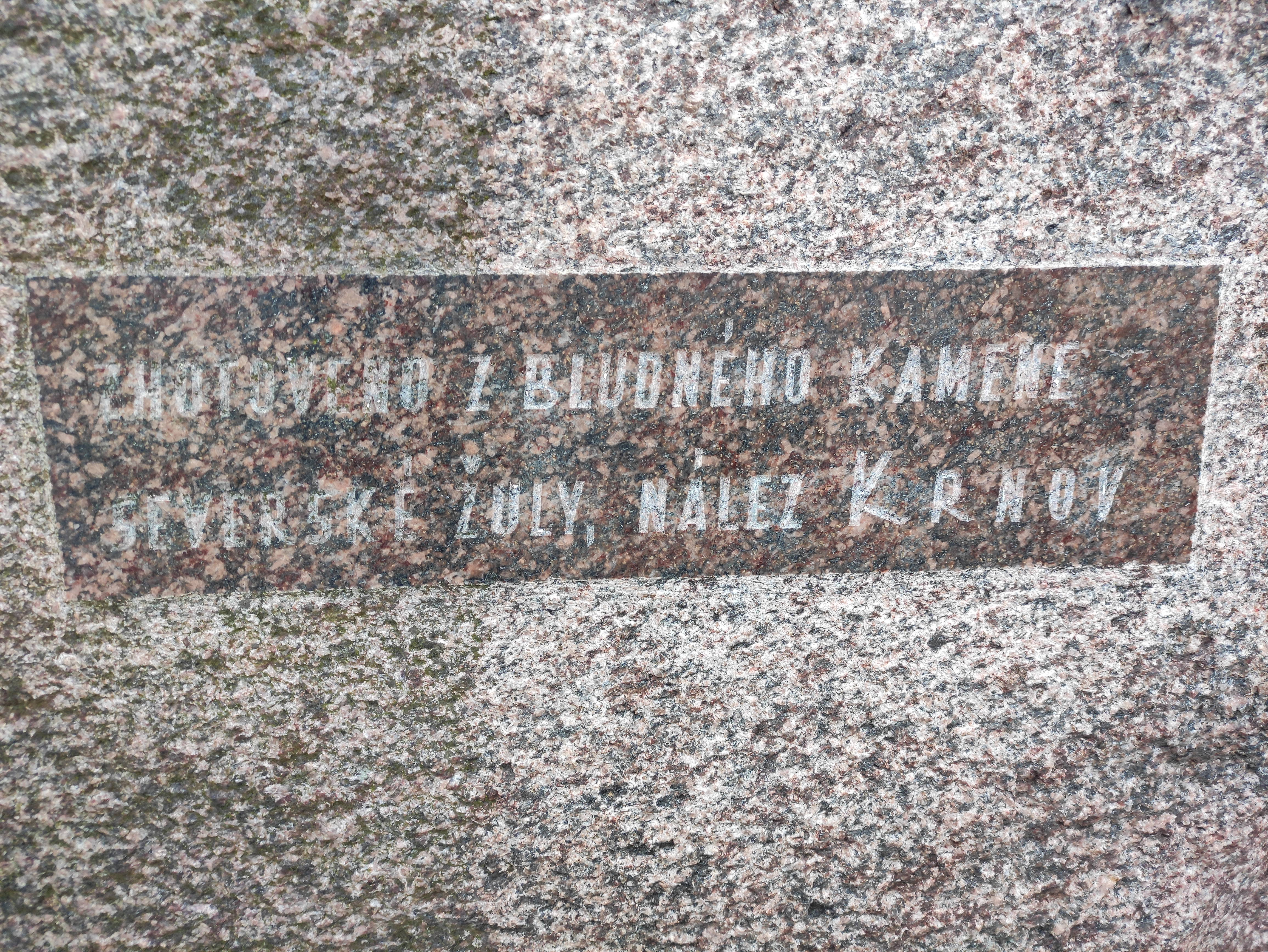